# Bradina atralis
Bradina atralis là một loài bướm đêm trong họ Crambidae.